# Synagogue de Sofia

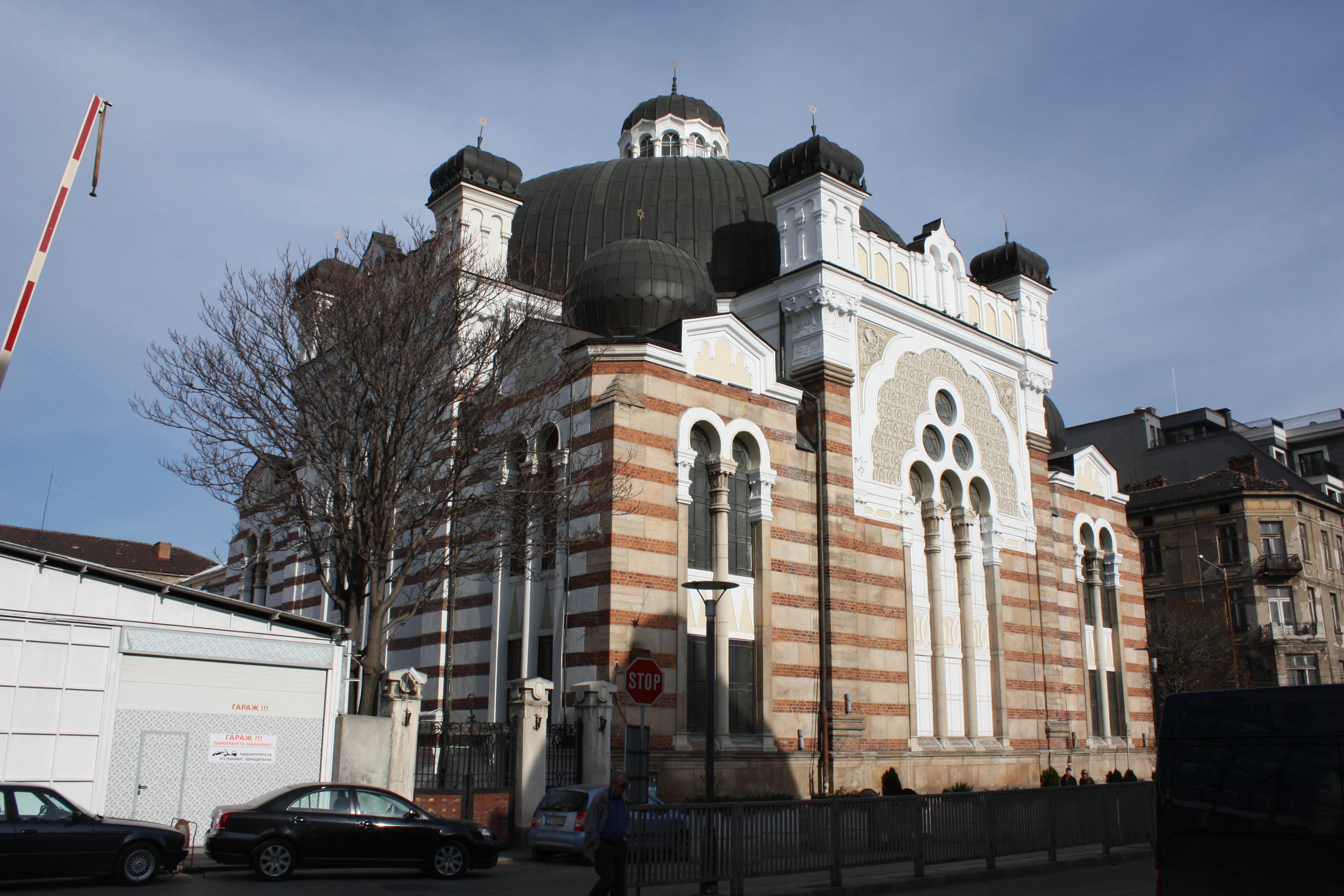
Façade de la synagogue

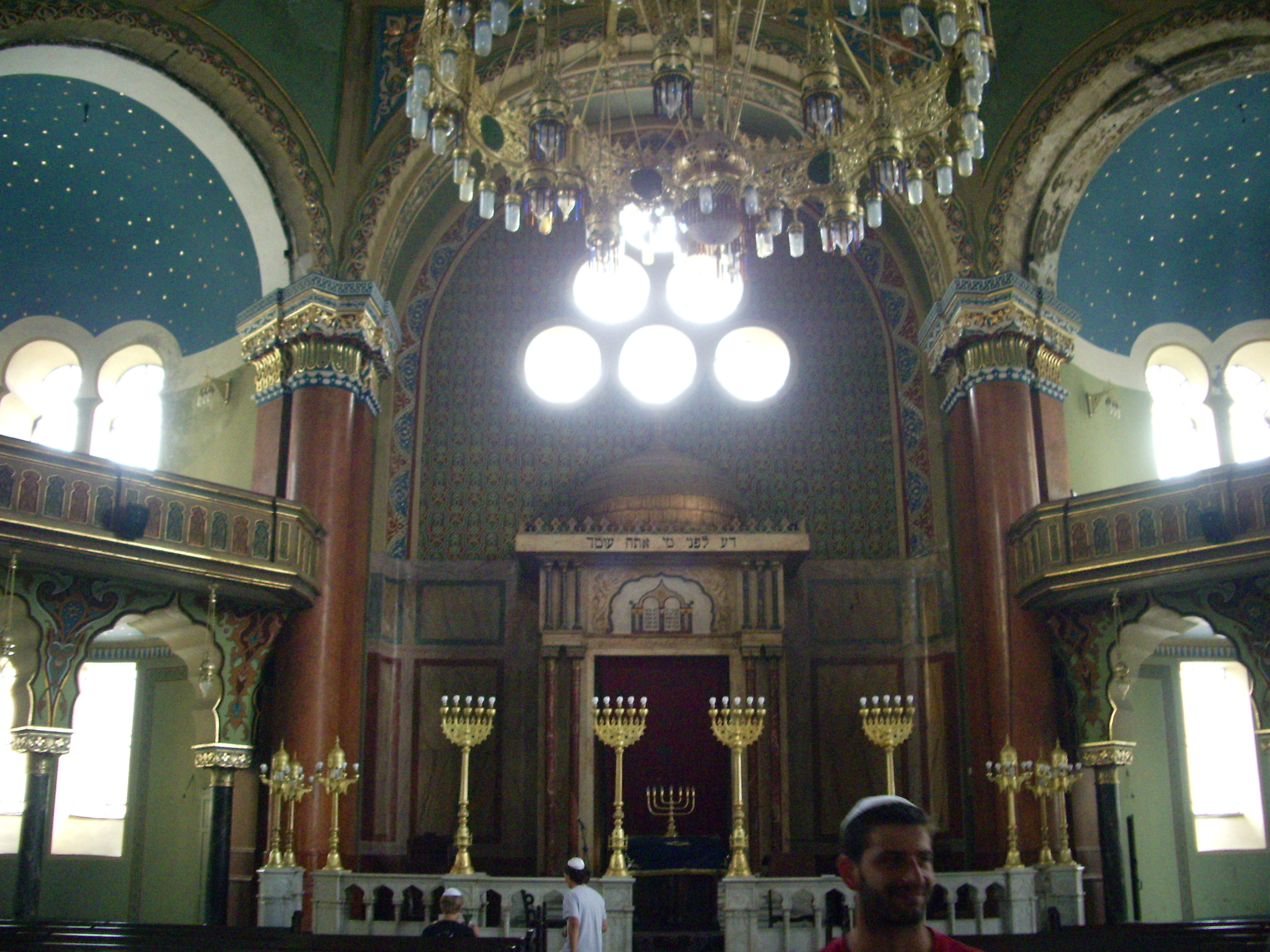
Intérieur de la synagogue

La synagogue de Sofia (bulgare : Софийска синагога, Sofiyska sinagoga) est la plus grande synagogue d'Europe du Sud-est et la troisième plus grande d'Europe.
C'est une des deux synagogues encore actives de toute la Bulgarie (avec celle de Plovdiv). En 2012, son rabbin en est Bechor Kachlon.
Cette synagogue fut construite pour les besoins de la communauté juive de la capitale de la Bulgarie (principalement séfarade) par Friedrich Grünanger (en), célèbre architecte austro-hongrois. Elle ressemble au style néo-mauresque de la synagogue de la Tempelgasse (1858-1938) de Vienne ou de la synagogue de Timișoara située en Roumanie. Cette synagogue fut inaugurée le 9 septembre 1909 en la présence du tsar Ferdinand Ier de Bulgarie.
Les premières préparations pour ce projet datent de 1903 mais la construction commence en novembre 1905. La construction d'une grande synagogue faisait partie des efforts d'organisations de la communauté juive bulgare et en particulier du grand-rabbin Marcus Ehrenpreis ainsi que des chefs de la communauté locale Ezra Tadjer et Avram Davidjon Levy. Avant la construction de cette synagogue, le terrain en plein centre-ville abritait déjà une synagogue plus ancienne.
La synagogue est située près du marché central de Sofia et peut contenir 1 300 personnes de rite romaniote. Malgré cette taille, la synagogue n'est fréquentée en 2012 que par 50 à 60 personnes car la communauté juive locale est aujourd'hui très réduite en raison de l'extermination des Juifs pendant le Seconde Guerre mondiale, et de l'émigration en Israël des Juifs survivants en 1948, après la prise du pouvoir par les communistes.
Le chandelier principal pèse 1,7 tonne et est le plus grand du pays. La rumeur veut qu'il fût réalisé avec de l'or en provenance d'ancienne Palestine[réf. nécessaire]. La surface du bâtiment est de 659 m2. Le dôme central est un octogone de 31 mètres de haut. L'intérieur est très richement décoré avec des colonnes en marbre de Carrare ainsi que différentes boiseries.
L'architecture est néo-mauresque avec des éléments de sécession viennoise et sur la façade, d'architecture vénitienne.
Depuis mai 1992, le musée d'Histoire juif de la ville, situé dans l'enceinte de la synagogue, présente des expositions sur la communauté juive bulgare, le sauvetage des Juifs pendant cette période. On y trouve également une boutique de souvenirs.

## Galerie de photos

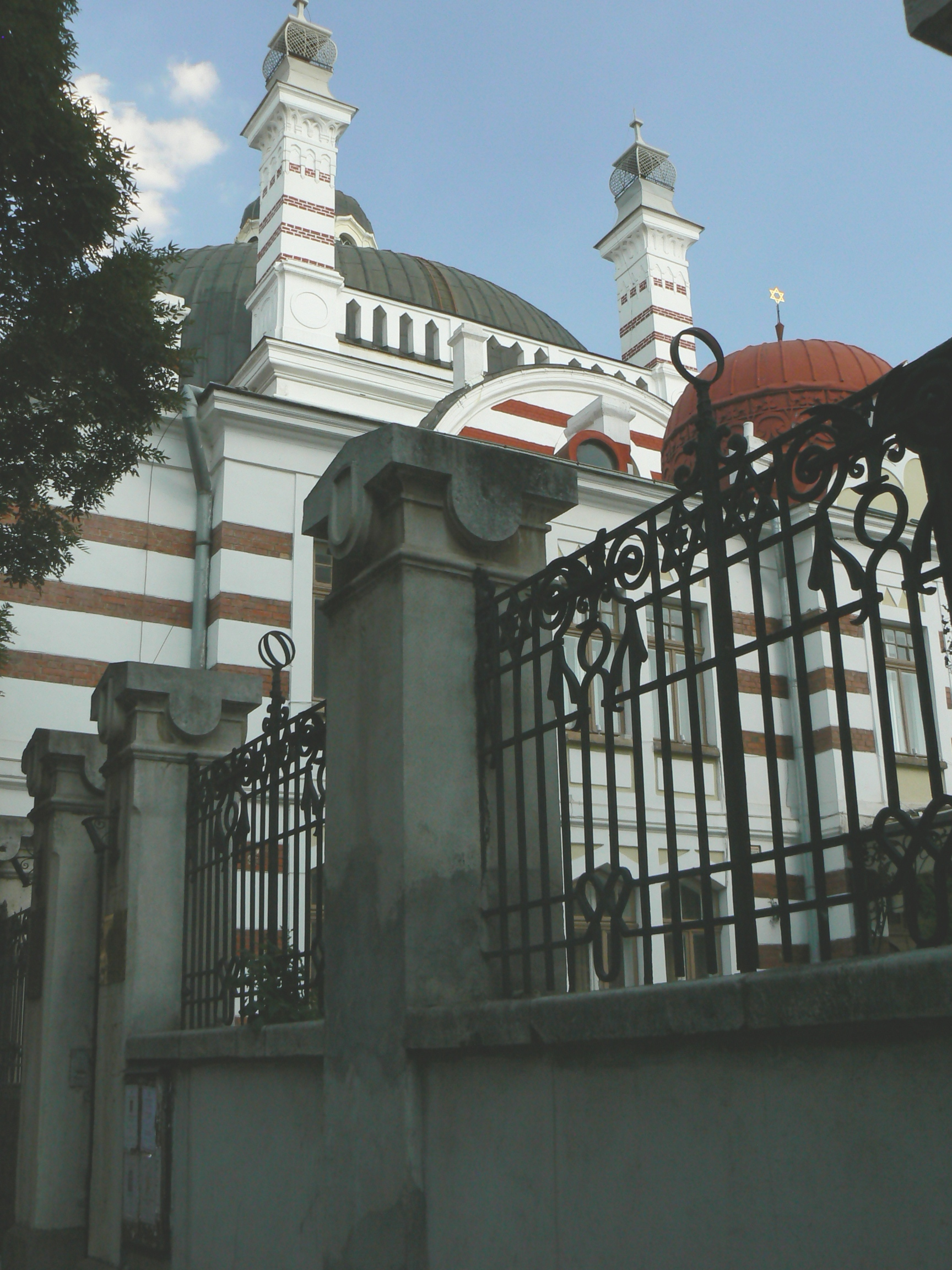
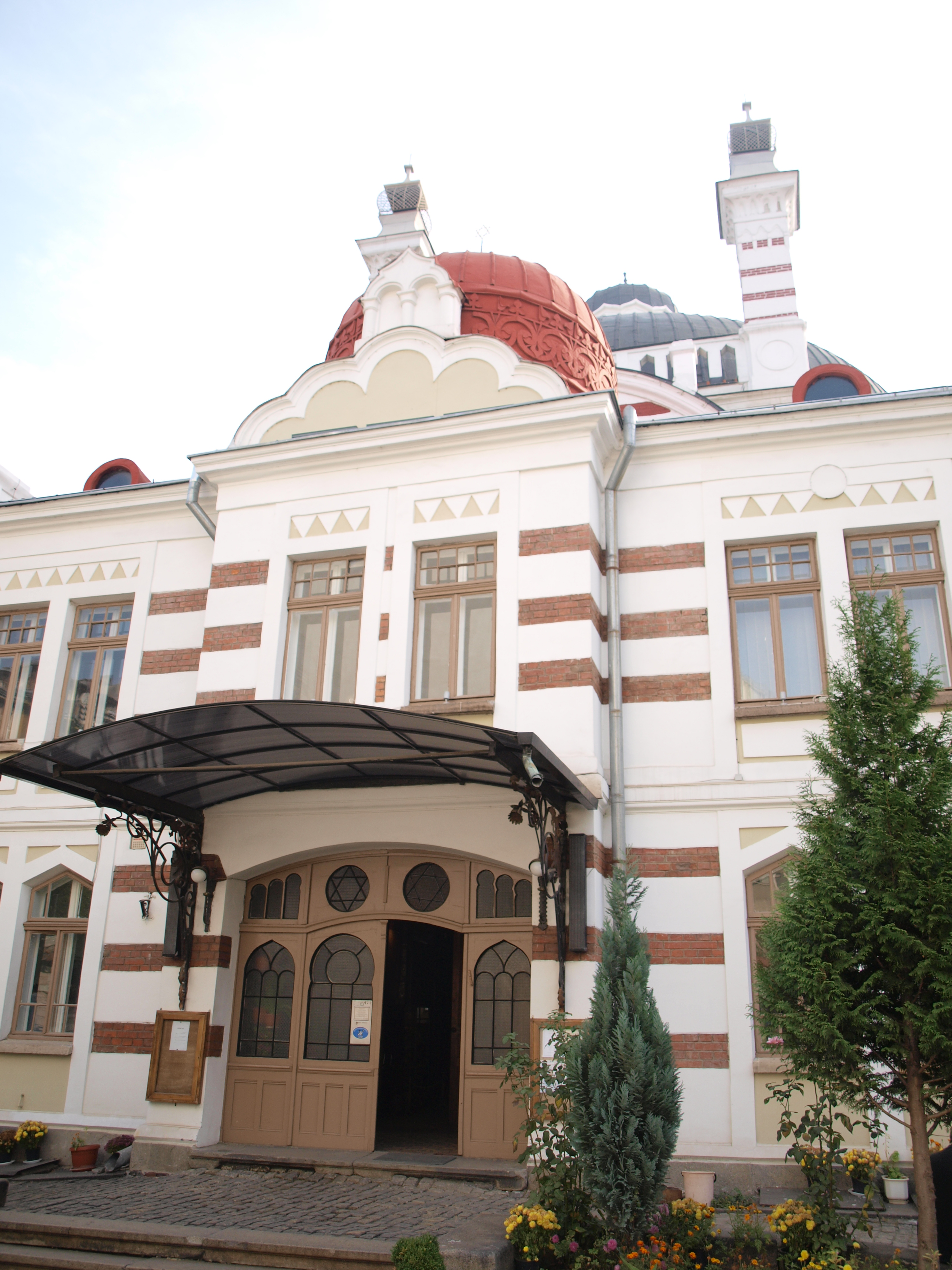
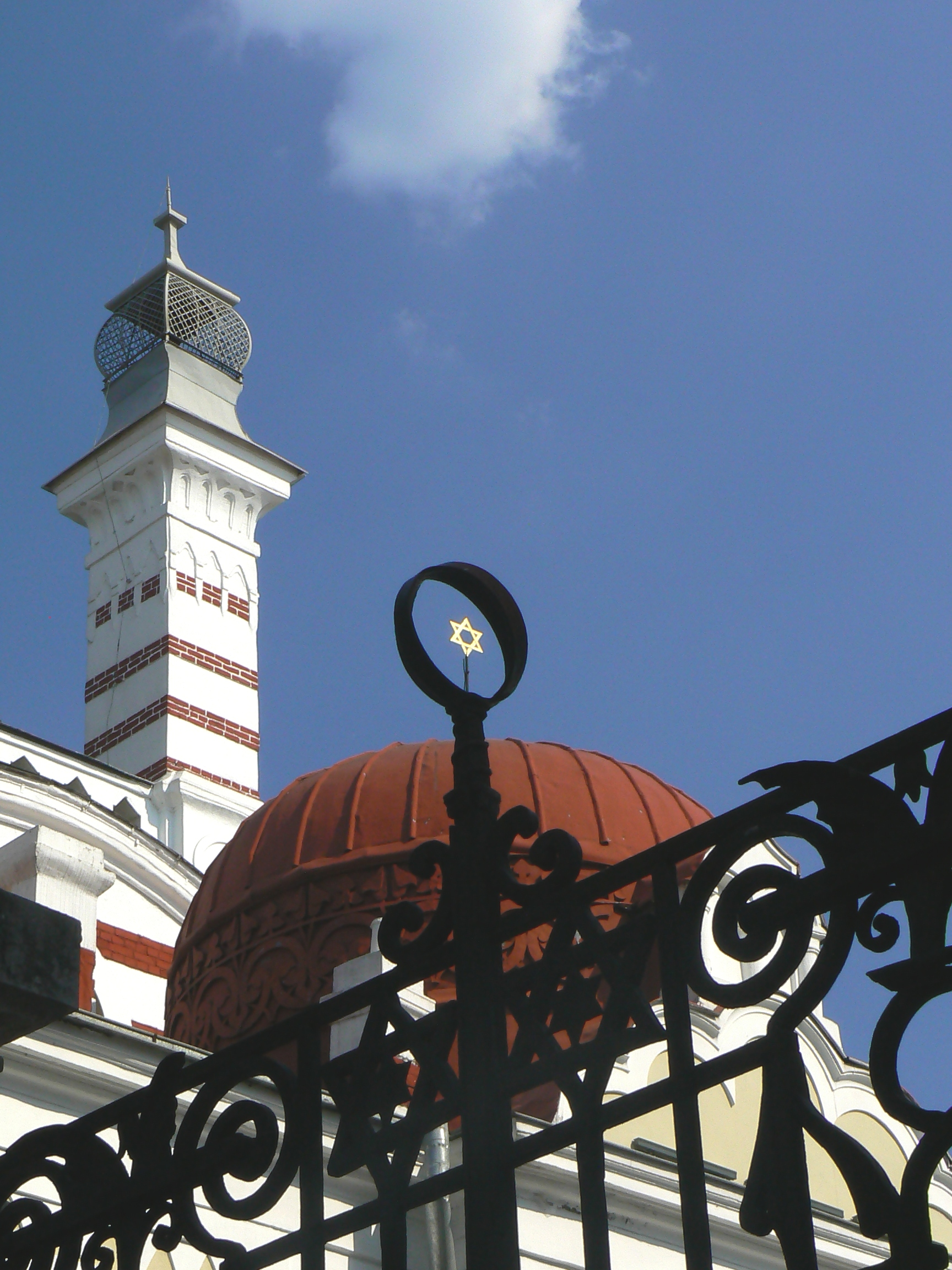
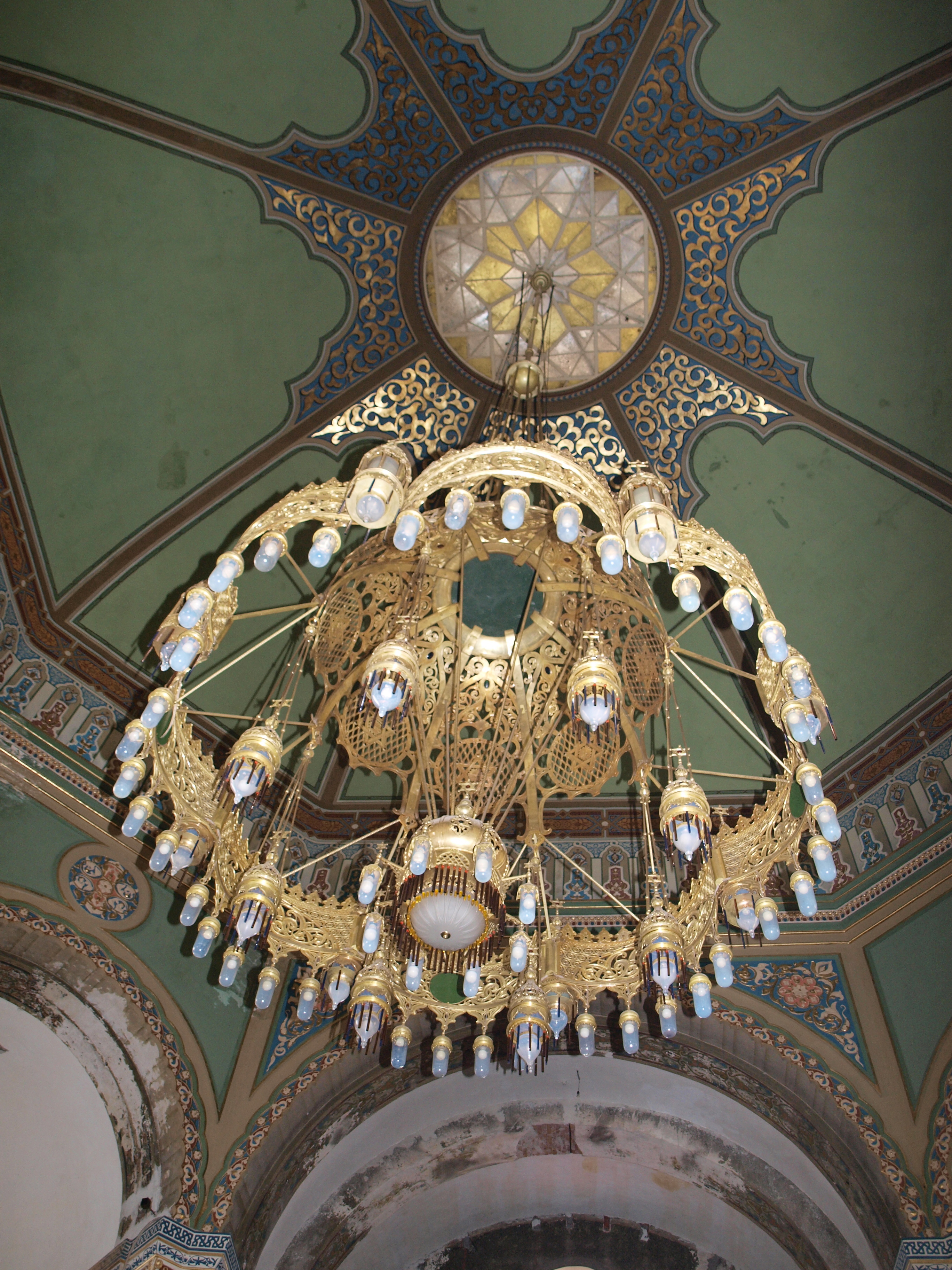
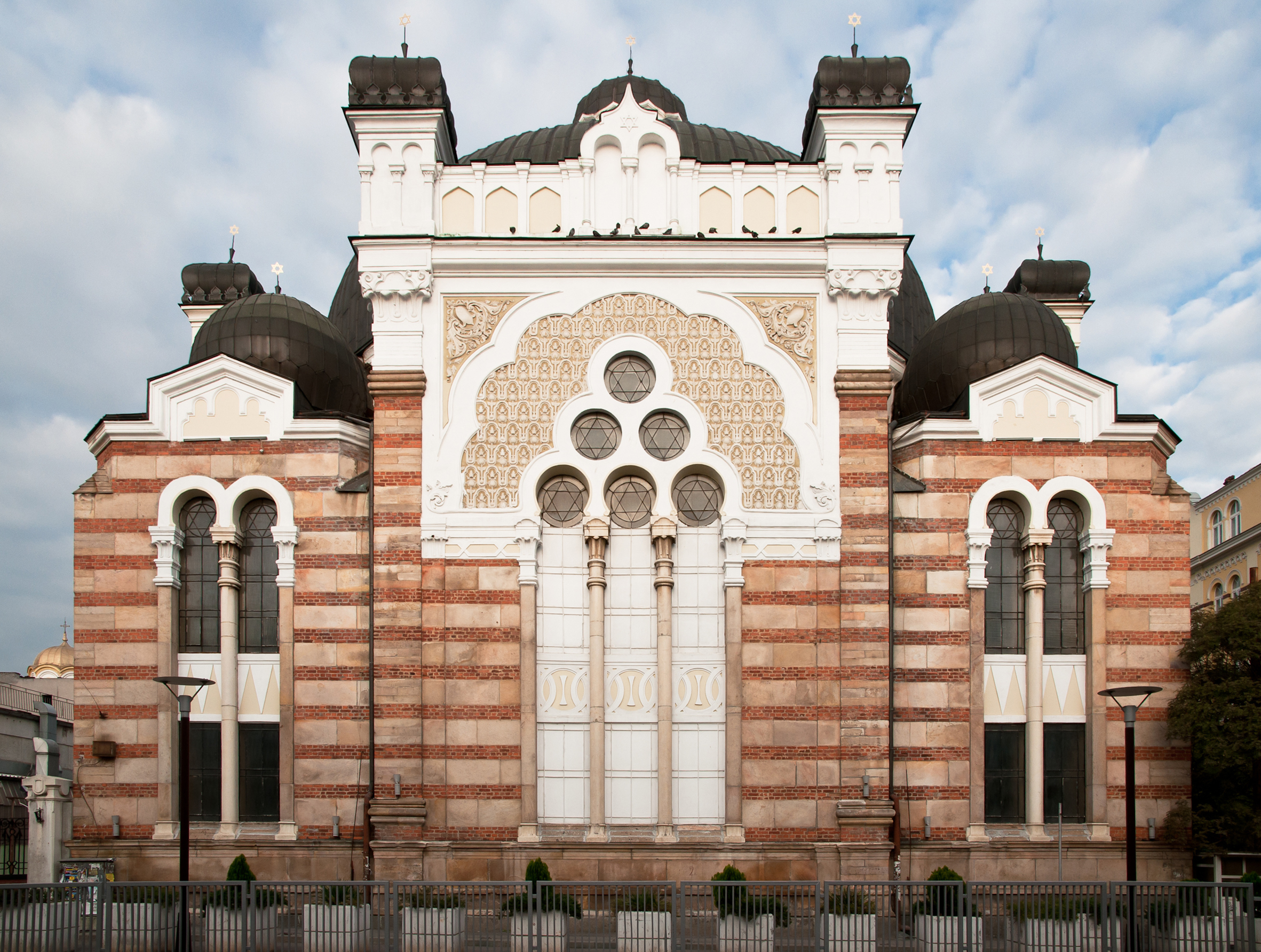
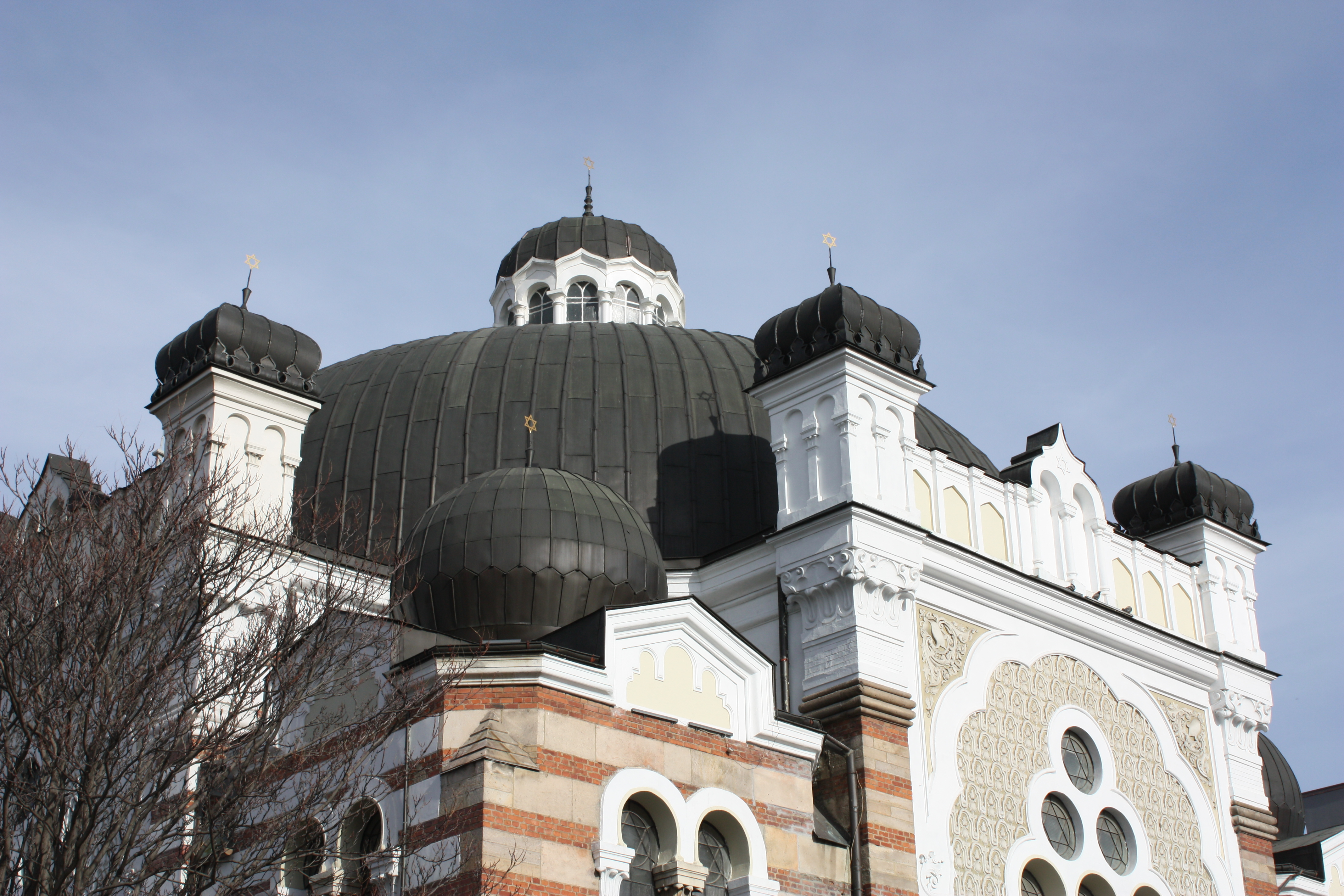
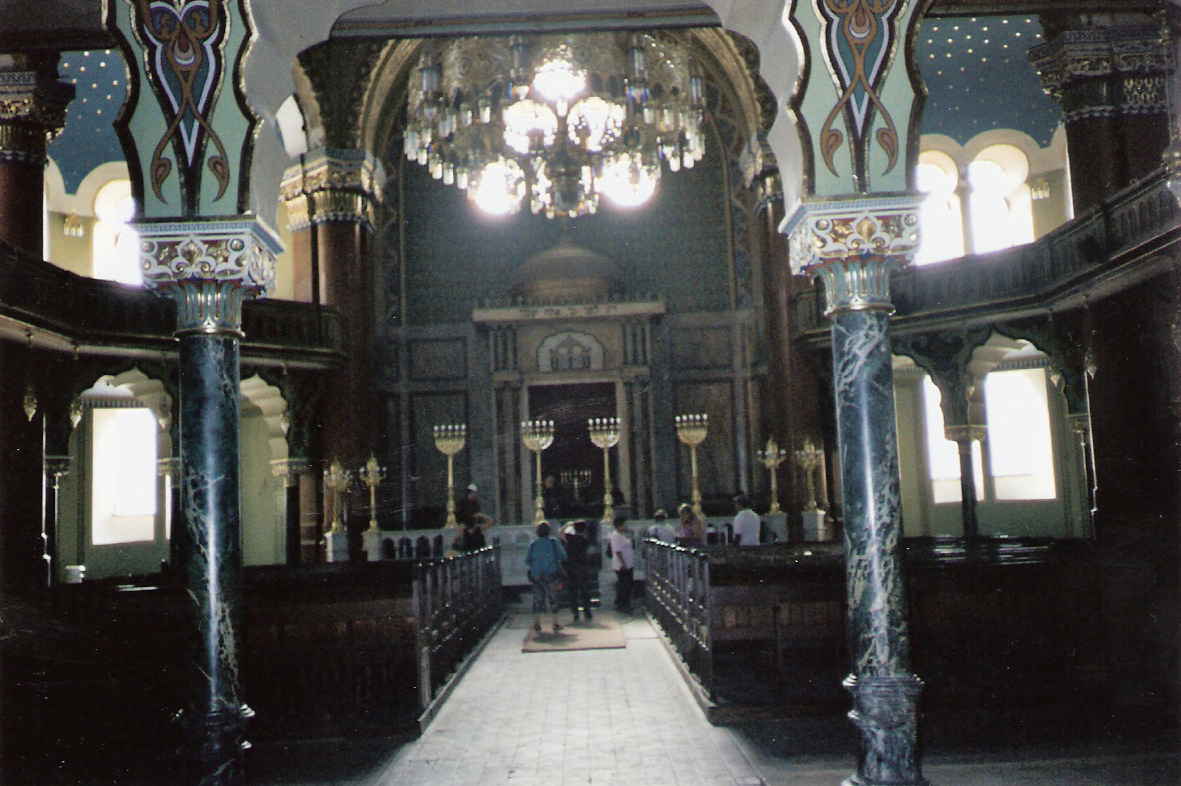
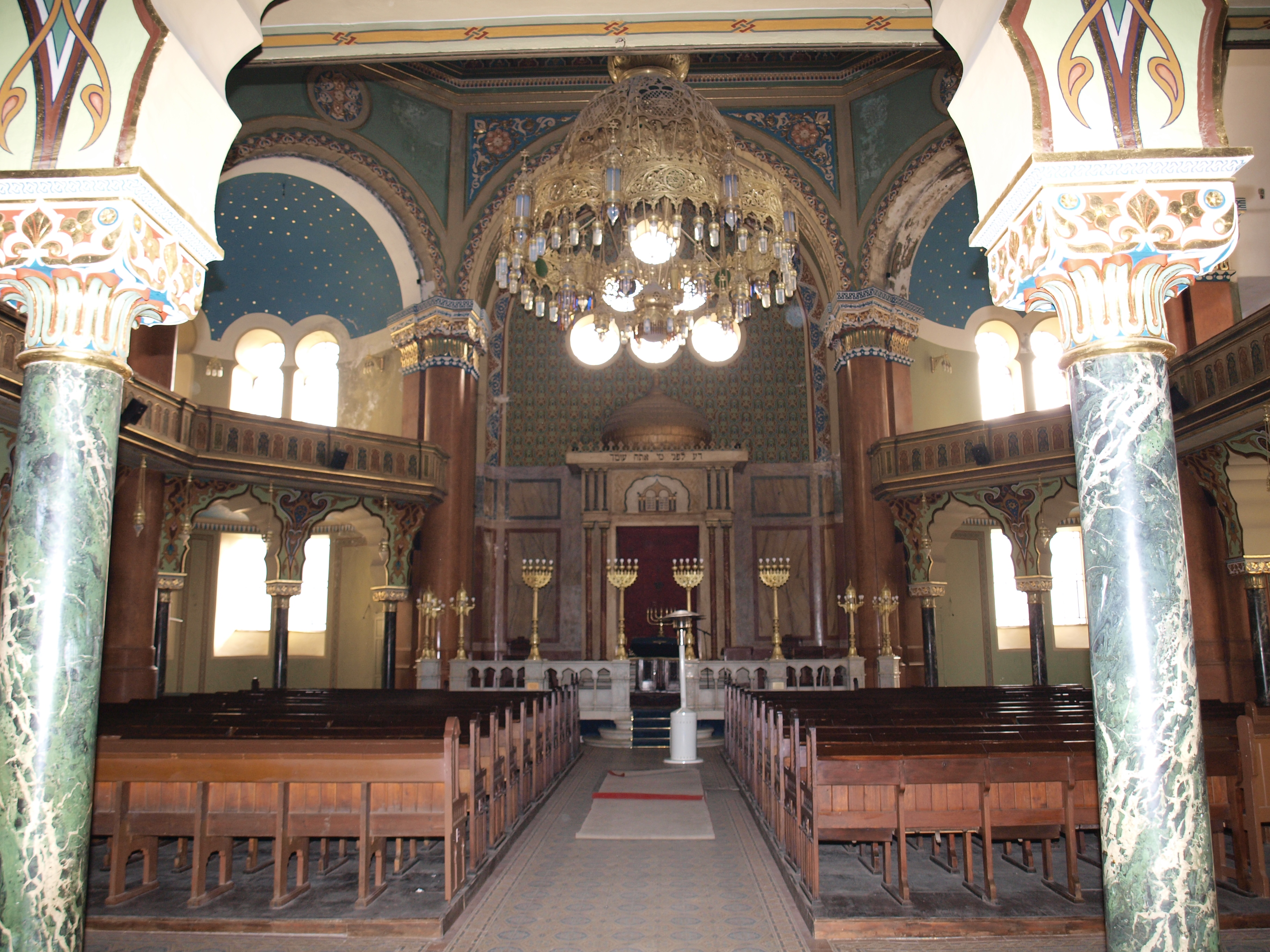
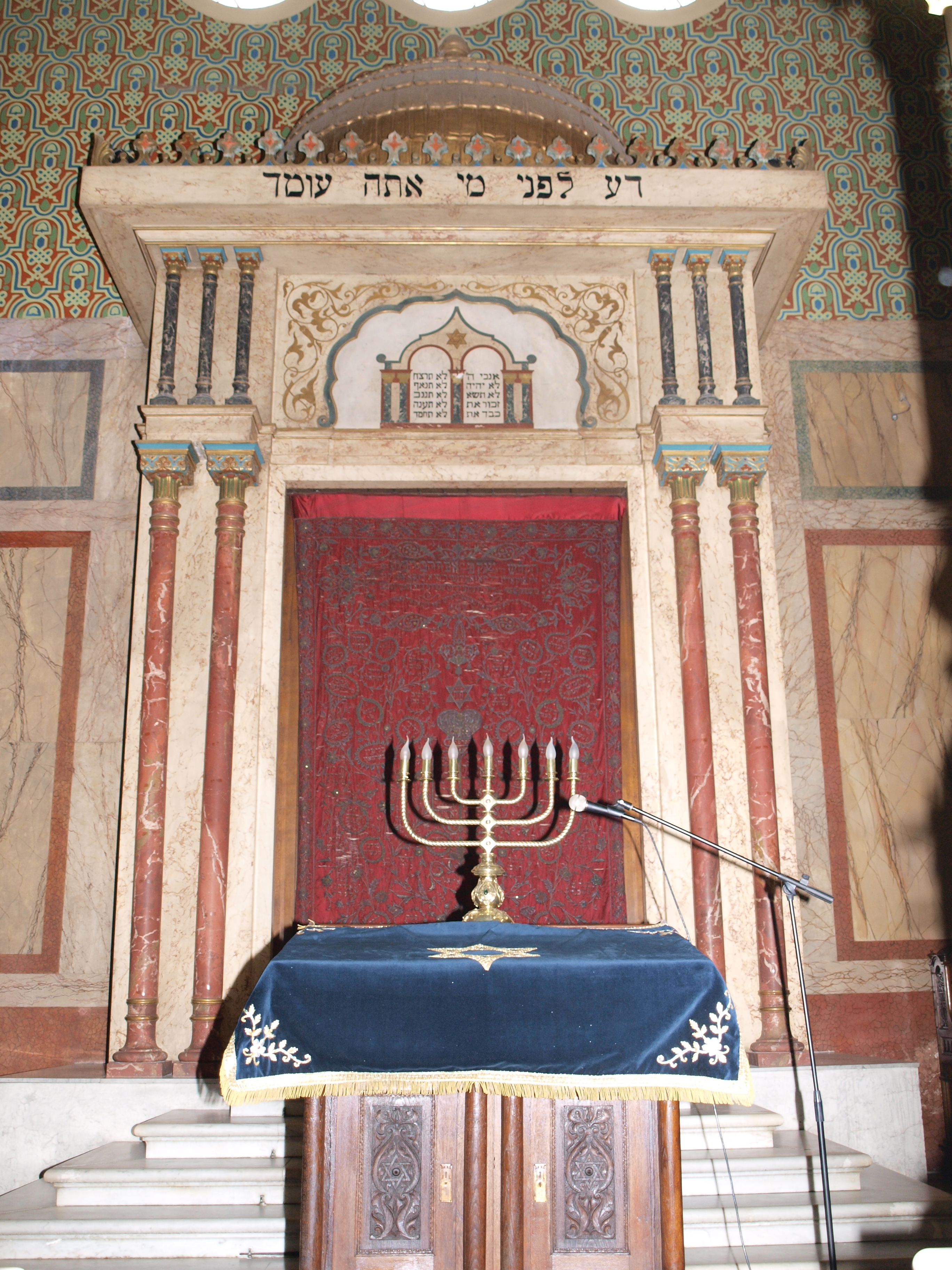
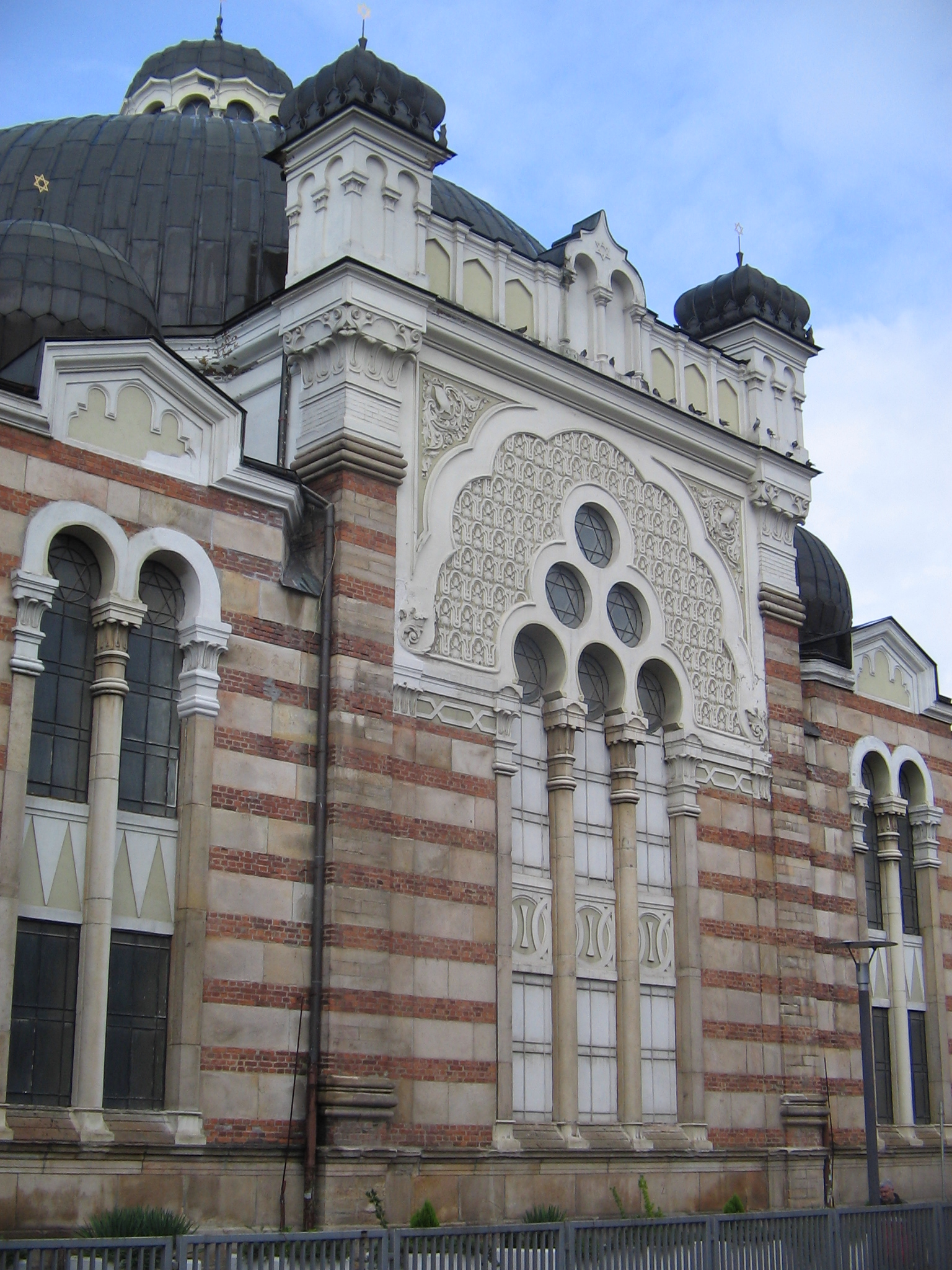
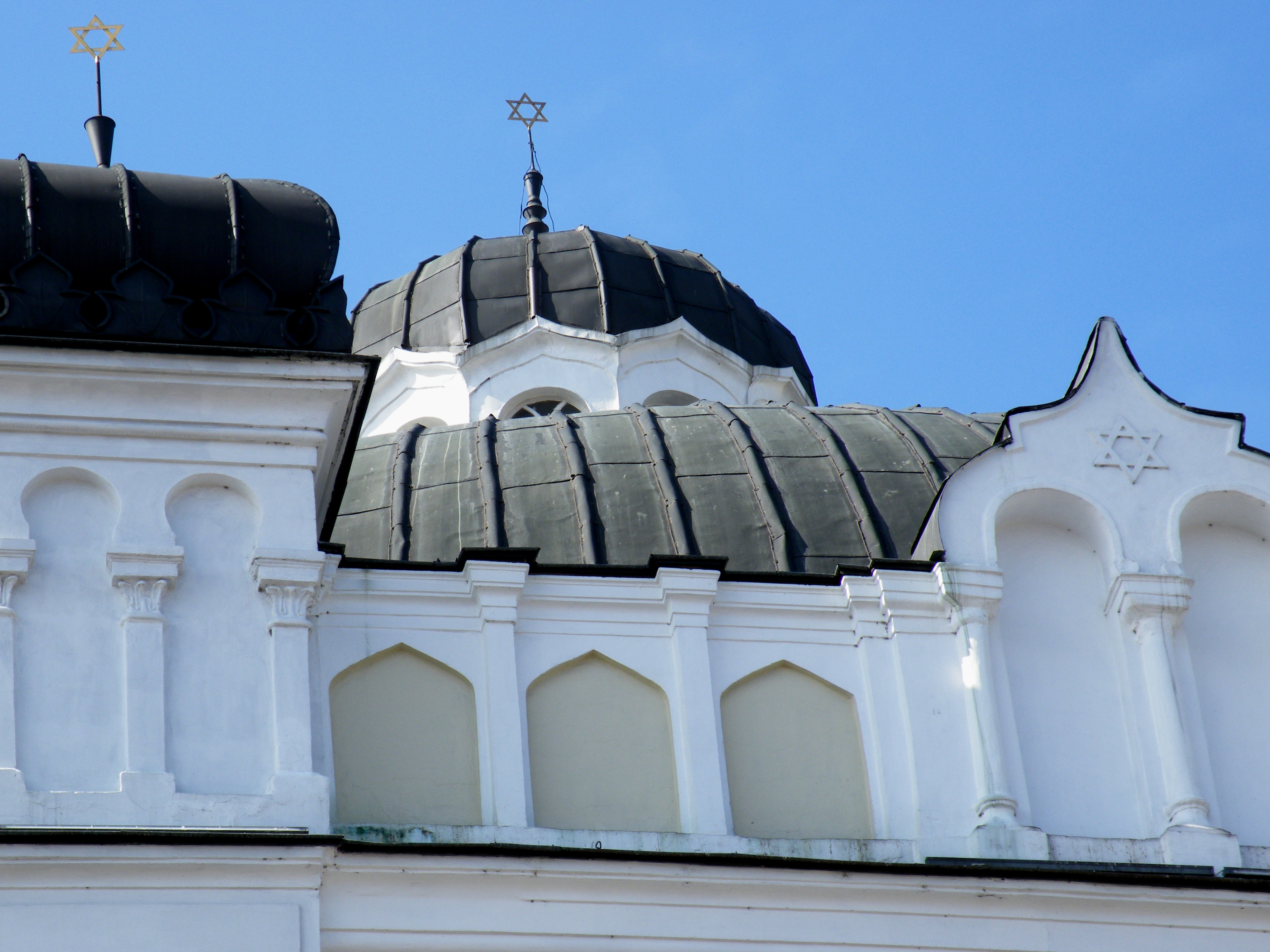
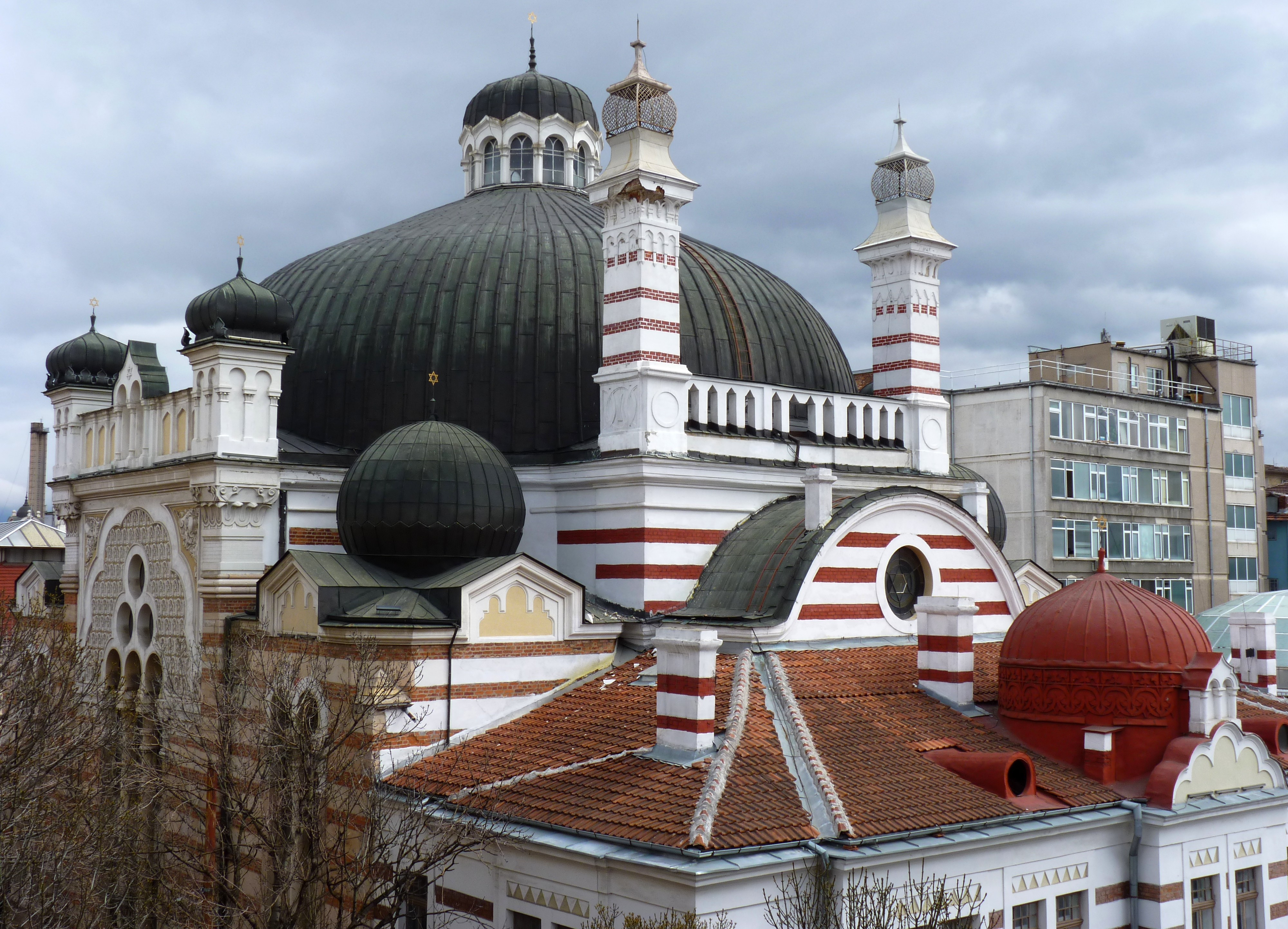